# Marmenuera
Marmenuera is een geslacht van haften (Ephemeroptera) uit de familie Leptophlebiidae.

## Soorten
Het geslacht Marmenuera omvat de volgende soorten:
- Marmenuera ida
- Marmenuera tillyardi